# Vágó György
Vágó György (Budapest, Terézváros, 1912. május 9. – Budapest, 1971. február 13.) kémikus, a kémiai tudományok kandidátusa.

## Életútja
Vágó (Wachsmann) Zsigmond (1867–1929) magánhivatalnok és Grünwald Piroska (1882–1961) fia. Apja a Nemzetközi Bőripari és Kereskedelmi Részvénytársaság helyettes vezérigazgatója volt. Tanulmányait a darmstadti és Stuttgarti Műszaki Főiskolán végezte, vegyészmérnöki oklevelet szerzett.
1937-től 1949-ig a budapesti Hungária Vegyiműveknél üzemvezető mérnök, és az analitikai laboratórium vezetője, 1949-től haláláig a Bőripari Kutató Intézet osztályvezetője volt. Tudományos munkássága a cserzőanyagok, zsírok, hidrofobizáló anyagok, polimer diszperziók előállítására és a bőrfehérjére gyakorolt hatásuk vizsgálatára terjedt ki. Számos szabadalommal rendelkezett, és gyakori előadó volt hazai és külföldi tudományos konferenciákon. 1952-től a kémiai tudományok kandidátusa volt.
Felesége Gara Zsófia volt, akit 1944-ben Budapesten, a Terézvárosban vett nőül. Fia Vágó Sándor.

## Főbb művei
- Növényi cserzőanyagok helyettesítése műcserző-anyagokkal (1952)
- Cserzőanyagok hazai termesztése, cserszömörce (1953)
- Műcserző-anyagok felhasználása keménybőrök cserzésére (1954)
- Felületaktív anyagok alkalmazása a bőriparban (1955)

## Díjai, elismerései
- Kossuth-díj (1963)